# Dominik Bruntner

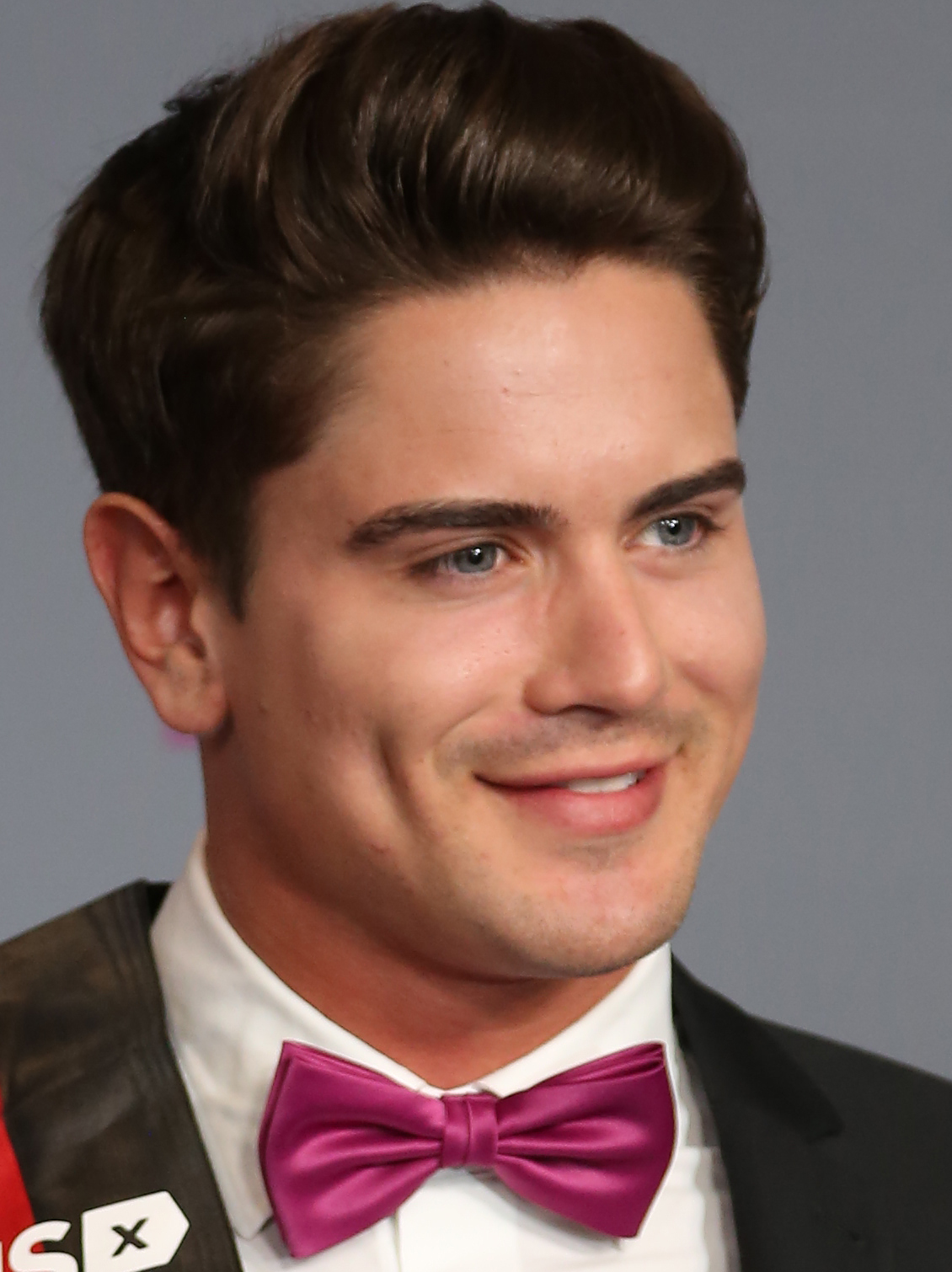
Dominik Bruntner (2016)

Dominik Bruntner (* 28. Februar 1993 in Hochdorf) ist ein deutsches Model. 2017 wurde er zum Mister Germany gewählt.
Bruntner ist gelernter Industriekaufmann. Bereits zwei Jahre vor seinem Mister Germany-Sieg nahm Bruntner 2015 an der Mister Baden-Württemberg-Wahl teil und erreichte hierbei den dritten Platz. Im August 2017 nahm er an der fünften Staffel der Reality-Show Promi Big Brother als Bewohner teil. Er erreichte das Finale und belegte hier den 4. Platz. 2019 war Bruntner Teilnehmer der RTL-Datingshow Temptation Island – Verführung im Paradies.
Seit 2019 ist er mit der Germany’s-Next-Topmodel-Teilnehmerin Jolina Fust liiert.